# HTC Desire HD
HTC Desire HD (inna nazwa: HTC Desire 2 lub HTC Ace) – smartfon firmy HTC, zaprezentowany w czwartym kwartale 2010 roku. Jego pierwowzorem jest amerykański model HTC Evo 4G.
Desire HD cechuje 4,3-calowy, dotykowy wyświetlacz Super LCD. Ma procesor Qualcomm Snapdragon QSD 8255 o taktowaniu 1 GHz, wykonany w 45-nanometrowym procesie technologicznym. HTC Desire HD ma 768 MB pamięci RAM oraz 1,5 GB pamięci wbudowanej. Desire HD ma aparat o rozdzielczości 8 Megapikseli, z możliwością nagrywania filmów w rozdzielczości HD 720p. Smartfon HTC pracuje pod kontrolą systemu Android w wersji 2.2 Froyo z interfejsem autorskim HTC o nazwie HTC Sense w wersji 2.2. W grudniu 2011 ukazała się aktualizacja systemu Android do wersji 2.3.5 Gingerbread oraz aktualizacja HTC Sense do wersji 3.0. W lutym 2012 firma HTC ogłosiła, że planuje aktualizację systemu do Android 4.0 Ice Cream Sandwich jednak w czerwcu wycofała się z tego pomysłu. Istnieją jednak nieoficjalne aktualizacje systemu do wersji 4.0, 4.1, 4.2, 4.3, 4.4 oraz 5.0